# Gleitbeutler
Die Gleitbeutler (Petauridae) sind eine Familie der Beuteltierordnung der Diprotodontia. Neben Arten mit Gleitmembran gibt es auch welche, die keine haben. Darüber hinaus gibt es auch in anderen Familien Beuteltiere mit Gleitmembran: Der Riesengleitbeutler gehört zu den Ringbeutlern, während der Zwerggleitbeutler mit einer zweiten Art wieder eine eigene Familie bildet.
Die Familie der Gleitbeutler umfasst drei Gattungen mit 15 Arten.

## Verbreitung
Gleitbeutler kommen im ganzen Osten Australiens und auf Neuguinea vor.

## Beschreibung
Nur die Gleithörnchenbeutler (Gattung Petaurus) haben eine Gleitmembran, die Streifenbeutler und der Hörnchenbeutler hingegen nicht. Alle Arten sind durch den relativ kurzen Kopf und den buschigen Schwanz gekennzeichnet. Schwarzweiße Musterungen auf dem meist graubraunen Fell sowie im Gesicht sind ebenfalls typisch. Die Gleitbeutler erreichen eine Kopf-Rumpf-Länge von 12 bis 32 cm (der Schwanz kann zusätzlich über 40 cm lang sein) und ein Gewicht von bis zu 0,7 kg.

## Lebensweise
Gleitbeutler sind nachtaktive Waldbewohner, die selten bis nie auf den Boden kommen. Tagsüber verstecken sie sich in Nestern oder hohlen Bäumen. Alle Arten sind ausgezeichnete Kletterer und können weite Sprünge über Äste machen. Bei den Gleithörnchenbeutlern kommt noch das Gleiten dazu. Der buschige Schwanz dient der Balance bei den Kletteraktionen, bei den Gleithörnchenbeutlern auch dem Steuern bei den Gleitflügen.
Gleitbeutler leben meist in kleinen Gruppen, Paare bleiben oft über mehrere Jahre hinweg zusammen.

## Ernährung
Die Nahrung der Gleitbeutler besteht aus Insekten, Früchten, Blättern und Blüten. Manche Arten nehmen auch Nektar zu sich oder knabbern Baumrinde an, um Baumsäfte aufzulecken.

## Fortpflanzung
Gleitbeutler haben zwei bis vier Zitzen in einem gut entwickelten Beutel. Außer im australischen Sommer (Dezember bis Februar) kann die Paarung das ganze Jahr über erfolgen.
Nach 14 bis 21 Tagen Tragzeit kommen ein bis zwei Junge zur Welt. Diese bleiben 70 bis 90 Tage im Beutel, werden mit vier bis fünf Monaten entwöhnt und selbständig und im 2. Lebensjahr geschlechtsreif. Die Lebenserwartung kann in Gefangenschaft bis zu 14 Jahre betragen.

## Gefährdung
Die Rodung der Wälder und somit die Zerstörung ihres Lebensraumes stellt das größte Problem für die Gleitbeutler dar. Drei der zehn Arten sind laut IUCN bedroht, zwei weitere gefährdet.

## Gattungen
- Die fünf Arten der Streifenbeutler (Dactylopsila) sind durch Streifen am Rücken und eine verlängerte vierte Zehe, ähnlich dem Fingertier, gekennzeichnet.
- Der Hörnchenbeutler (Gymnobelideus leadbeateri) bewohnt ein kleines Gebiet im südöstlichen Australien.
- Die Gleithörnchenbeutler oder eigentlichen Gleitbeutler (Petaurus) umfassen neun Arten, die im östlichen Australien und auf Neuguinea vorkommen. Sie erinnern äußerlich an die Gleithörnchen aus der Ordnung der Nagetiere. Ihr bekanntester Vertreter ist der Kurzkopfgleitbeutler.